# Космос-2500
«Космос-2500» — российский военный навигационный спутник глобальной навигационной системы ГЛОНАСС 2-го поколения (спутник серии Глонасс-М). Расчётный жизненный цикл на орбите — семь лет. Спутник находится в плоскости орбиты 3 в орбитальной позиции 21.

## Запуск
«Космос-2500» был запущен 14 июня 2014 года в 21:17 МСК с площадки 43 космодрома Плесецк и успешно выведен на орбиту.